# メルカテッロ・スル・メタウロ
メルカテッロ・スル・メタウロ（伊: Mercatello sul Metauro）は、イタリア共和国マルケ州ペーザロ・エ・ウルビーノ県にある、人口約1,300人の基礎自治体（コムーネ）。

## 地理

### 位置・広がり
ペーザロ・エ・ウルビーノ県のコムーネ。ウルビーノから西南西へ26km、ペーザロから西南西へ55kmの距離にある。

#### 隣接コムーネ
隣接するコムーネは以下の通り。括弧内のPGはペルージャ県、ARはアレッツォ県所属を示す。
- アペッキオ
- ボルゴ・パーチェ
- カルペーニャ
- チッタ・ディ・カステッロ (PG)
- サン・ジュスティーノ (PG)
- サンタンジェロ・イン・ヴァード
- セスティーノ (AR)

### 気候分類・地震分類
メルカテッロ・スル・メタウロにおけるイタリアの気候分類 (it) および度日は、zona E, 2491 GGである。
また、イタリアの地震リスク階級 (it) では、zona 2 (sismicità media) に分類される。

## 人物

### 著名な出身者
- ヴェロニカ・ジュリアーニ（イタリア語版） - 17-18世紀の修道女、カトリック教会の聖人